# Yerongponga
Yerongponga là một chi bướm đêm thuộc họ Noctuidae.

## Loài
- Yerongponga exequialis Lucas, 1901